# Tapinoma latifrons
Tapinoma latifrons is een mierensoort uit de onderfamilie van de Dolichoderinae. De wetenschappelijke naam van de soort is voor het eerst geldig gepubliceerd in 1933 door Karavaiev.